# Santa Cruz del Seibo
Santa Cruz del Seibo est une ville du centre-est de la République dominicaine, capitale de la province d'El Seibo. La ville a une population de 63 684 habitants (22 489 en zone urbaine et 41 195 en zone rurale). Fondée en 1502, c'est une des villes les plus anciennes du continent américain.
Santa Cruz del Seibo se trouve dans l'une des régions les plus pauvres du territoire de la République dominicaine. À l'extérieur de la ville, dans les collines, se trouve un grand bidonville d'environ 8 000 habitants. Ce quartier a surgi après que l'ouragan George (1998) a détruit les habitations de beaucoup d'agriculteurs de la région. À l'époque, ceux-ci ont reçu un terrain en compensation de la perte qu'ils ont subi des mains du gouvernement, dans une région plus sûre entre des collines.
Le gouvernement réalisa un grand projet de construction de logements sociaux en 2004, le quartier de Villa Guerrero. Des centaines de bâtiments solides et en ciment y ont été bâtis pour les habitants du bidonville voisin. Mais en 2005, les collaborateurs de World Servants ont constaté que la majorité des maisons avaient été données aux gens les plus riches.

## Galerie

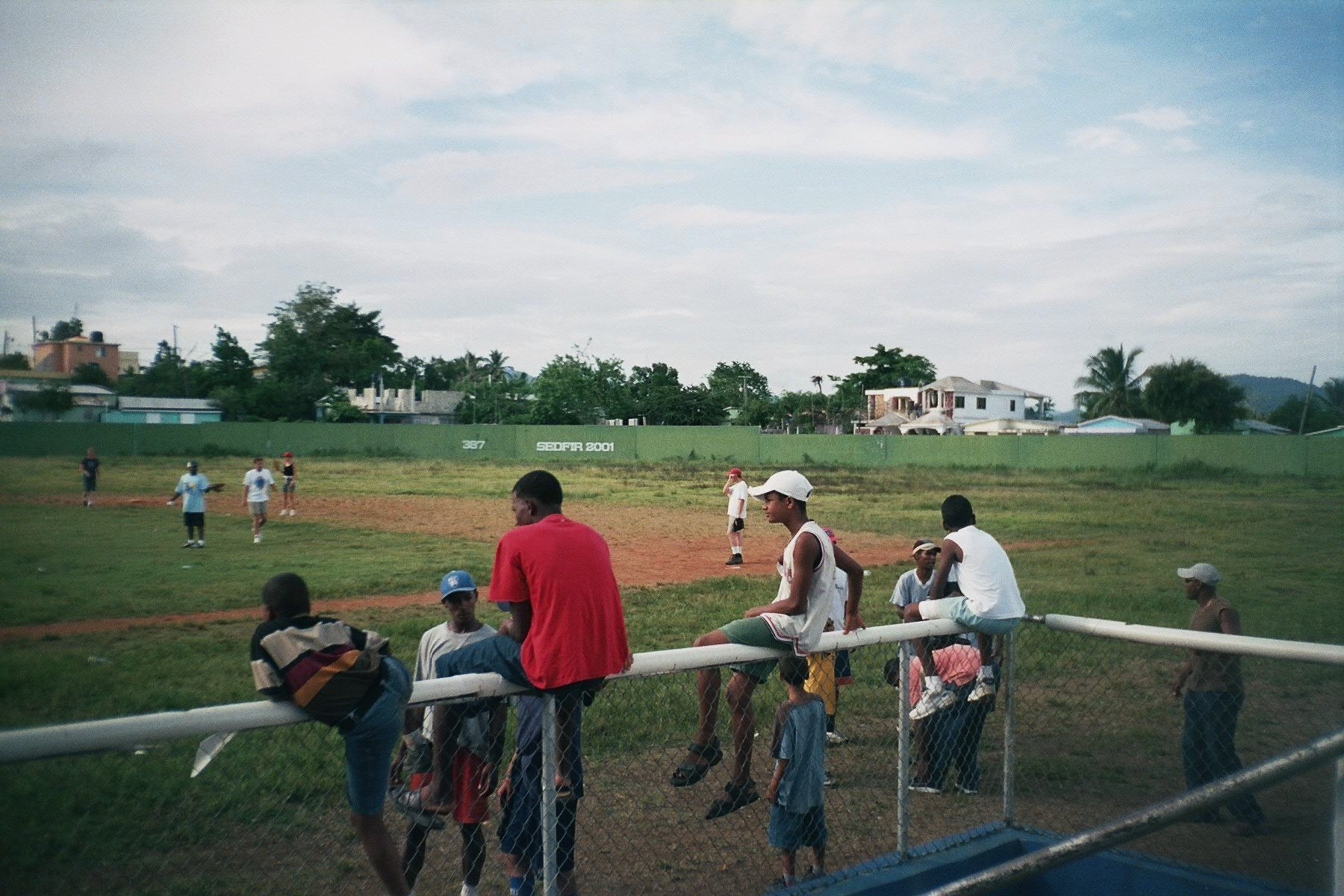
Le terrain de baseball d'El Seibo.
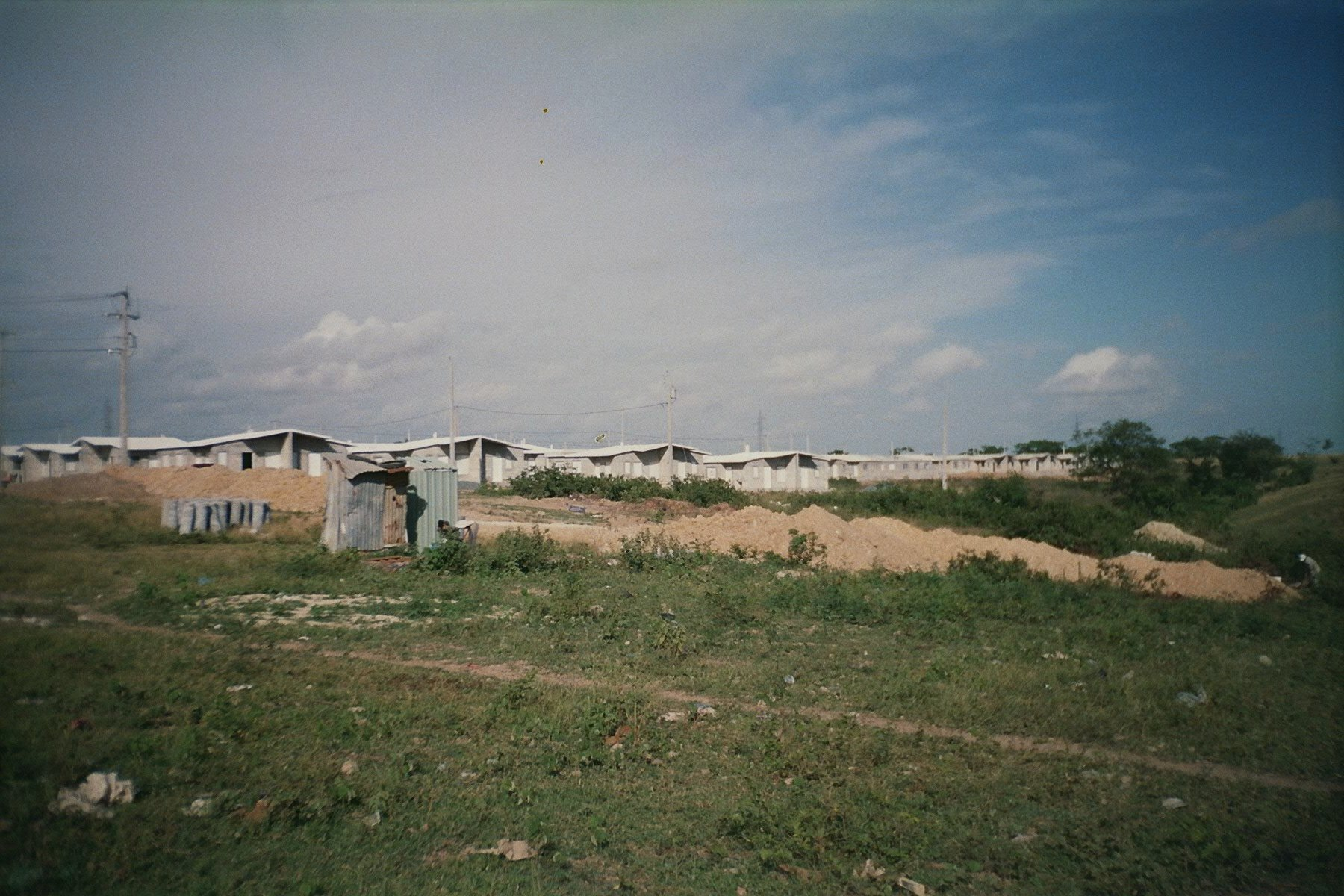
Le quartier de Villa Guerrero.